# Agesilao I
Agesilao I (en griego antiguo, Aγησίλαος), hijo de Doriso, fue el sexto rey de Esparta de la línea de los Agíadas, exluyendo a Aristodemo. Según Eusebio de Cesarea, reinó durante cuarenta y cuatro años. Pausanias describe su reino como corto, pero contemporáneo con la legislación de Licurgo.